# Веприк, Александр Моисеевич
Александр Моисеевич Веприк (23 июня 1899, Балта — 13 октября 1958, Москва) — советский композитор и педагог.

## Биография
Рос в Варшаве. Изучал фортепиано у Карла Вендлинга в Лейпциге. С началом Первой мировой войны семья вернулась в Россию. Здесь Веприк изучал композицию у Александра Житомирского в Петербургской консерватории (1918—1921) и у Мясковского в Московской консерватории (1921—1923).
Принимал деятельное участие в музыкальной жизни 1920—1930-х годов. Преподавал в Московской консерватории (1923—1941), профессор с 1930 года, декан с 1938 года.
В 1927 был в командировке в Австрии, Германии и Франции, встречался с Шёнбергом, Хиндемитом, Равелем, Онеггером. В этот период музыка Веприка была популярна в Европе и США: его произведения исполнялись по Берлинскому радио (1928—1929), сюитой Танцы и песни гетто дирижировал в Карнеги-холле Артуро Тосканини (1933). Веприк не присоединился к коллективному осуждению оперы Шостаковича «Леди Макбет Мценского уезда» (1938). 
Арестован как «еврейский националист», 8 лет заключения, в 1950—1954 отбыл заключение в лагере на Урале. Реабилитирован.

## Творчество
Веприк считается одним из крупнейших композиторов «еврейской школы» в советской музыке. Среди его произведений фортепианные сонаты, скрипичная сюита, альтовая рапсодия, Кадиш для голоса и фортепиано (1925), Еврейские песни, Две пьесы для виолончели и фортепиано (1934) и др. Написал музыку к фильму Юлия Райзмана «Последняя ночь» (1936).

## Исполнение
В последние годы сочинения Веприка исполняются как в России (альтистка Светлана Степченко), так и за рубежом (пианист Яша Немцов, Табеа Циммерман, Дмитрий Ситковецкий, Давид Герингас). Альбом впервые записанных композиций для оркестра в исполнении Национального оркестра Уэльса Би-Би-Си под управлением Криштофа-Матиаса Мюллера вышел в 2019 году на лейбле Deutsche Grammophon.